# Amamimorkulla
Amamimorkulla (Scolopax mira) är en vadarfågel i familjen snäppor som enbart förekommer i Ryukyuöarna i södra Japan.

## Utseende
Amamimorkullan är en långnäbbad och skogslevande morkulla med en kroppslängd på 34-36 centimeter. Ovansidan är olivbrun med rödbrun mönstring, medan undersidan är bandad i brunt och gulbrunt. I nacken syns breda svarta vågräta band med det första något smalare än det andra. Runt ögat är huden bar och rosa.
Den liknande morkullan (Scolopax rusticola) har smalare vingar, kortare tarser och ett mer rundat huvud. Vidare är den mer rostfärgad med gråare och mörkt kontrasterande mönstring på vingar och mantel samt har ett mörkt ändband på stjärten.

## Utbredning och systematik
Fågeln finns i Ryukyuöarna på öarna Amami-Ōshima, Tokunoshima, Okinawa, Tokashiki-jima. Den behandlas som monotypisk, det vill säga att den inte delas in i några underarter.

## Ekologi
Amamimorkullan förekommer i subtropiska både städsegröna och lövfällande bergsskogar, ibland med kottepalmer, där den framför allt trivs i fuktiga och skuggiga områden på marken. Det har föreslagits att arten vintertid flyttar från Amami-Ōshima till de sydligare öarna, men detta har inte bekräftats. Mellan mars och april har hanar oftare påträffats än honor, vilket skulle tyda på att honorna ruvar vid denna tid.

## Status och hot
Amamimorkullan har en liten världspopulation på endast 3 500-15 000 individer och har minskat kraftigt till följd av skogsavverkning och predation från introducerade djurarter. Även om den på sistone har visat tecken på att komma tillbaka tros hoten vara så pass stora att den kommer minska kraftig i en nära framtid. Internationella naturvårdsunionen IUCN kategoriserar därför arten som sårbar, men noterar att om ny information framkommer som visar att beståndet stabiliserats kan arten komma att nergraderas.